# Angelica atropurpurea
Pour les articles homonymes, voir Angélique.
Angélique pourpre, Angélique noire pourpre
Espèce
Angelica atropurpurea, l’Angélique pourpre ou Angélique noire pourpre, est une espèce de plantes à fleurs de la famille des Apiaceae originaire d'Amérique du Nord,,.

## Classification
Le nom correct complet (avec auteur) de ce taxon est Angelica atropurpurea L., 1753.
Ce taxon porte en français les noms vernaculaires ou normalisés suivants : Angélique pourpre,, Angélique noire-pourprée, Angélique pourpre foncé, Angélique pourpre sombre, Grande angélique.
Angelica atropurpurea a pour synonymes :
- Angelica atropurpurea var. atropurpurea
- Angelica atropurpurea var. occidentalis Fassett
- Angelica laurentiana Fernald
- Archangelica atropurpurea (L.) Hoffm.
- Selinum atropurpureum (L.) Link

## Description

### Apapreil végétatif
L'angélique pourpre est une grande plante vivace avec des tiges robustes d'un pourpre profond et qui mesure entre 1,5 et 2,5 m de hauteur. Les larges feuilles découpées en folioles dentées peuvent mesurer jusqu'à 60 cm de longueur.

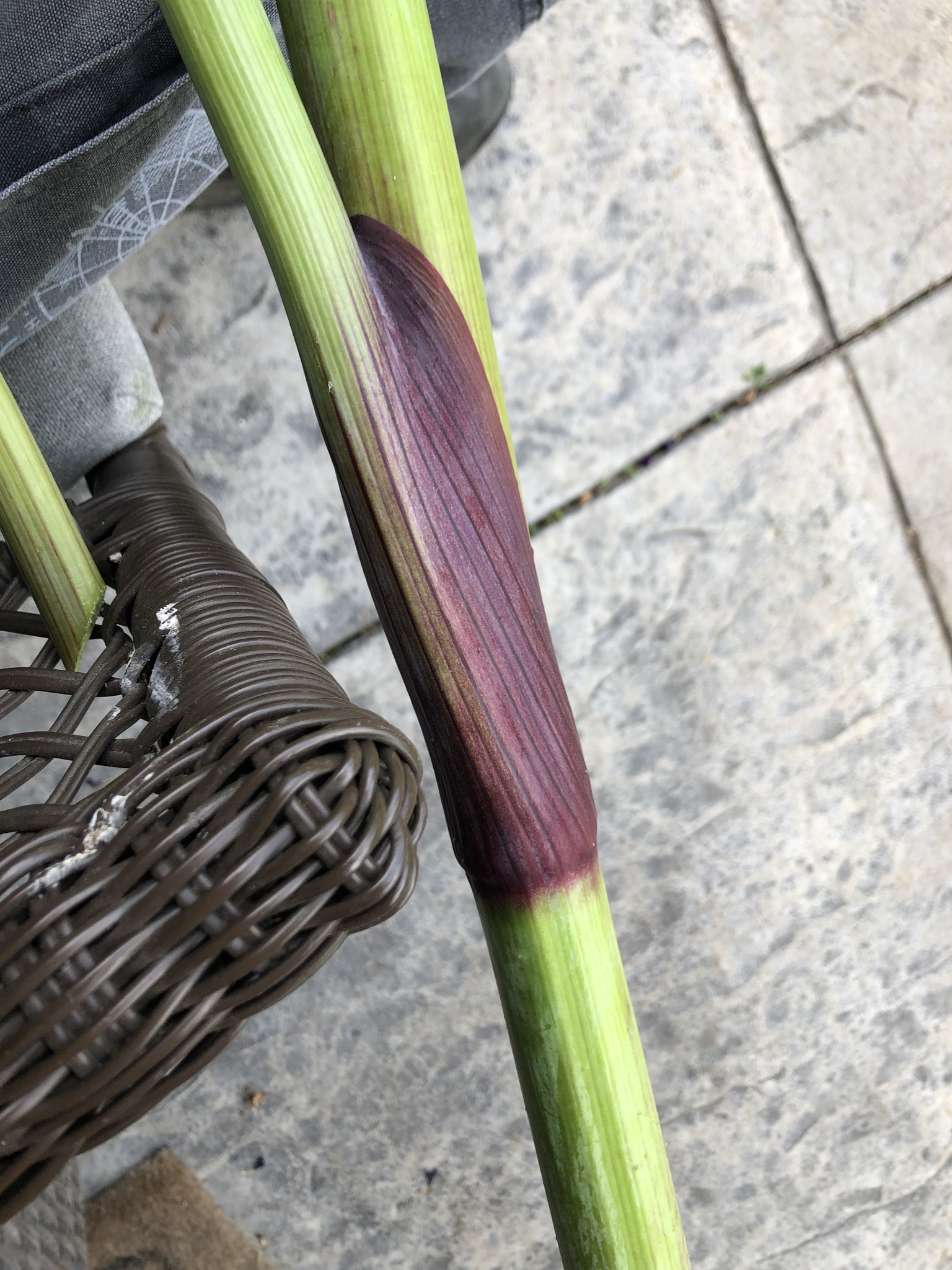
Tige.
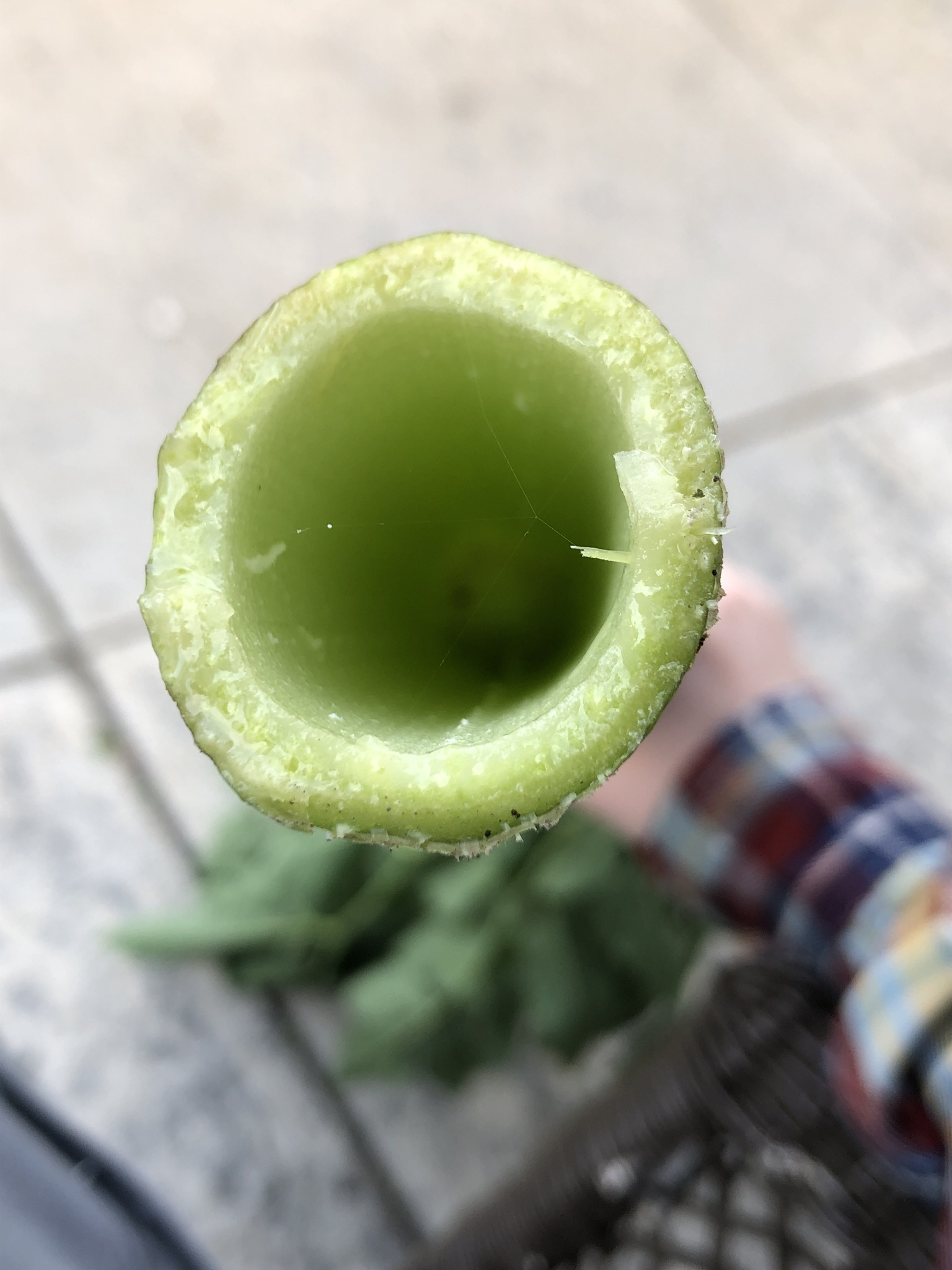
Tige creuse.
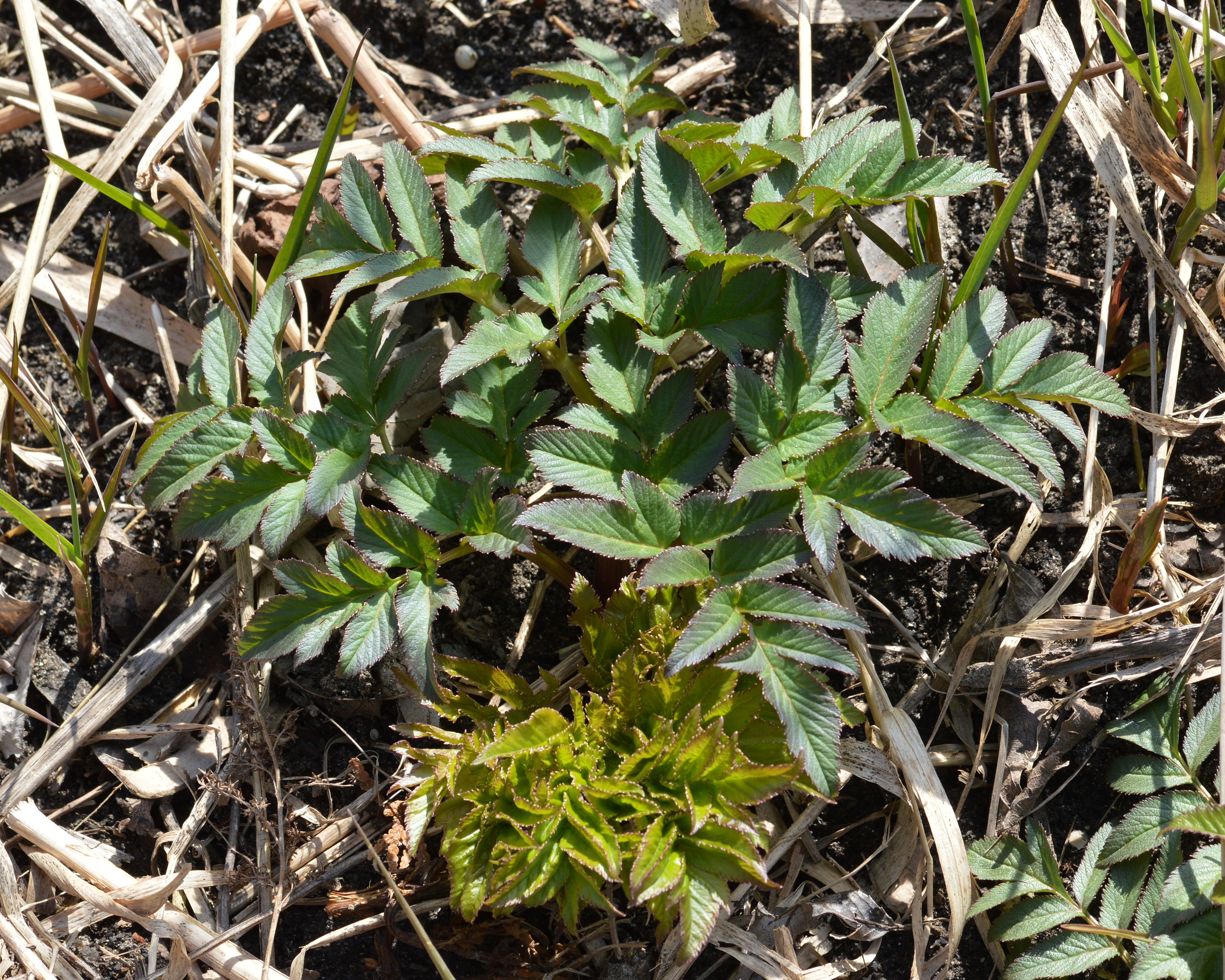
Rosette.
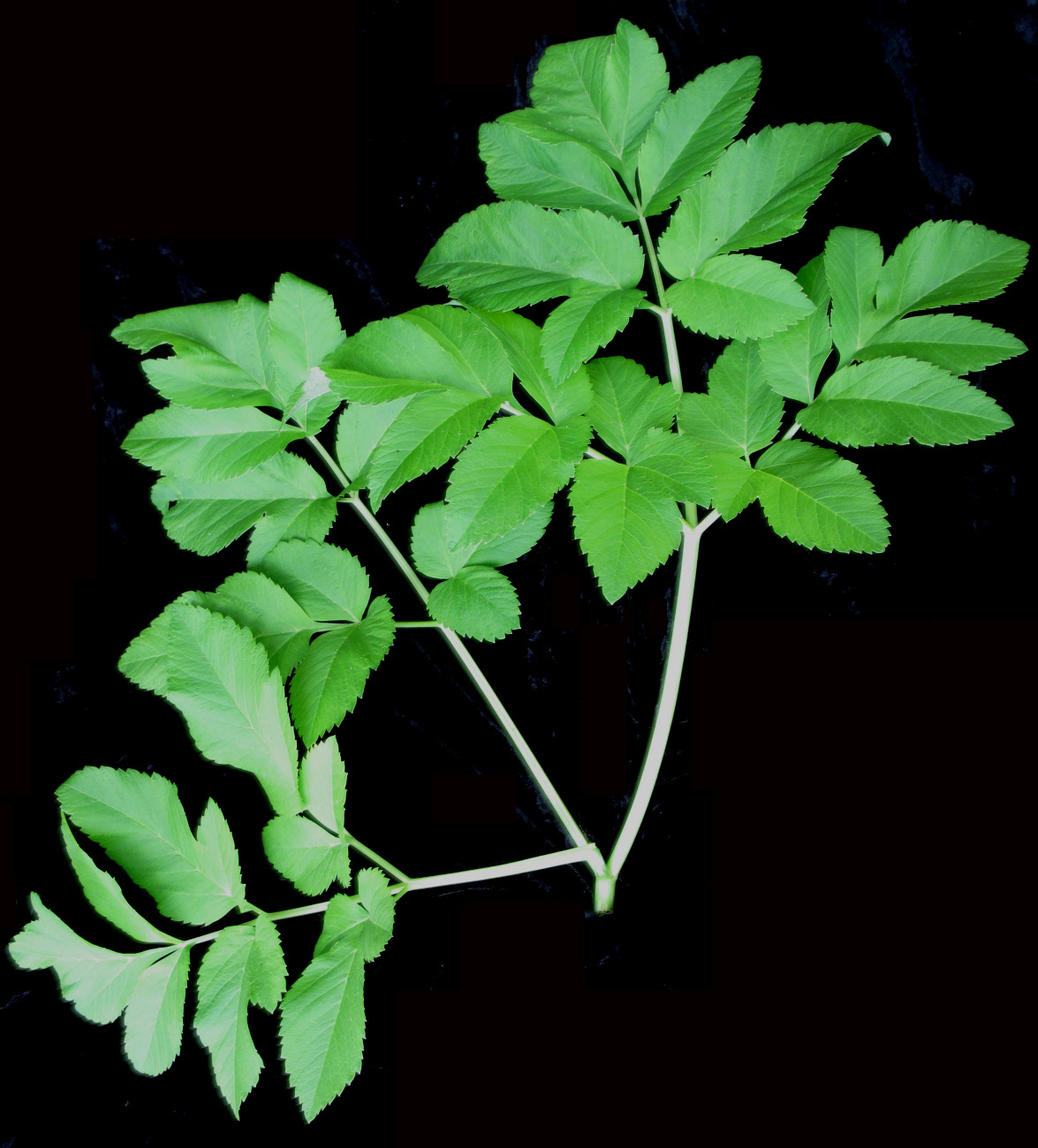
Feuille

### Appareil reproducteur
L'inflorescence est une grande ombelle sphérique composée de petites fleurs blanches ou verdâtres.

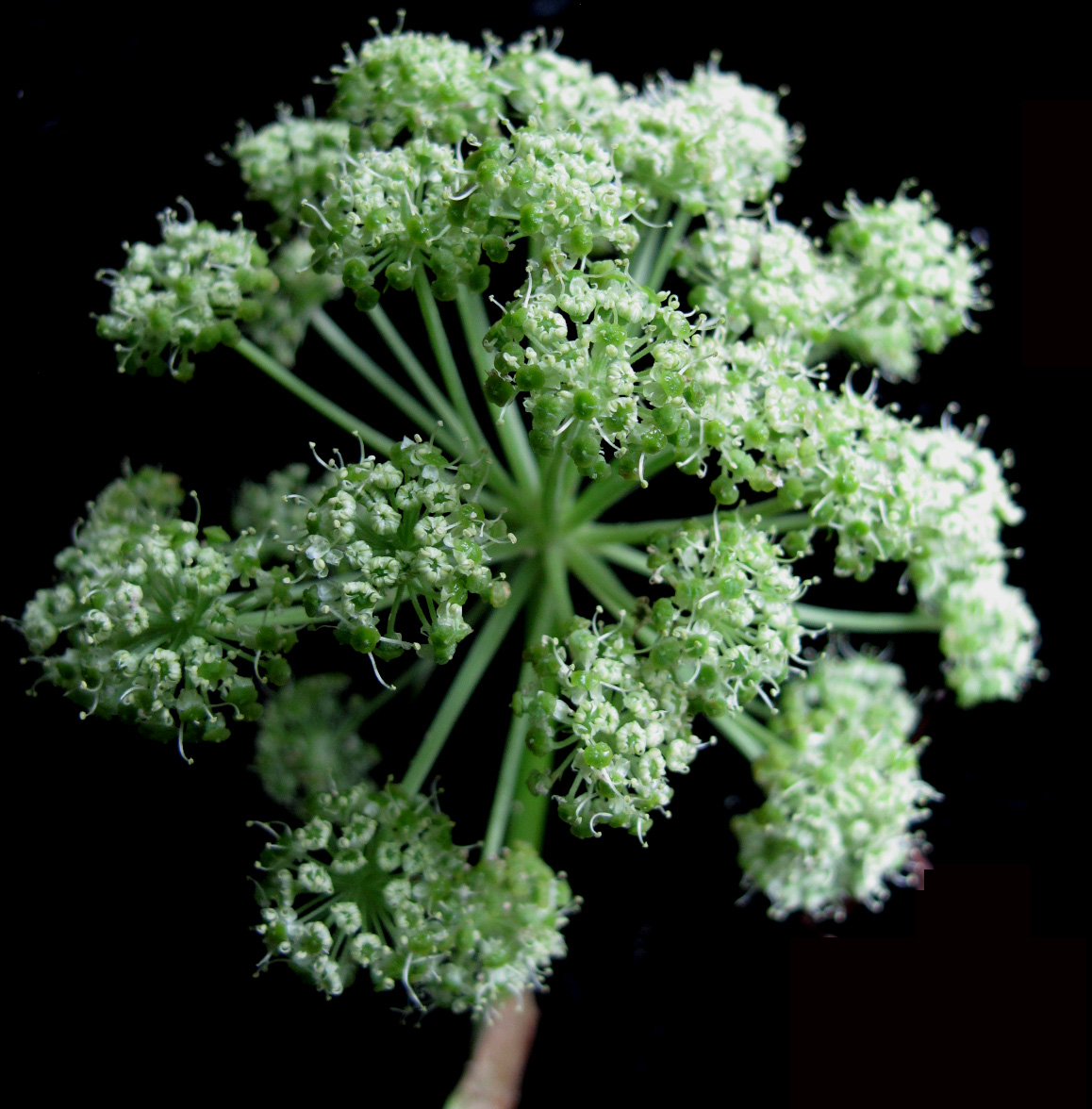
Inflorescence.
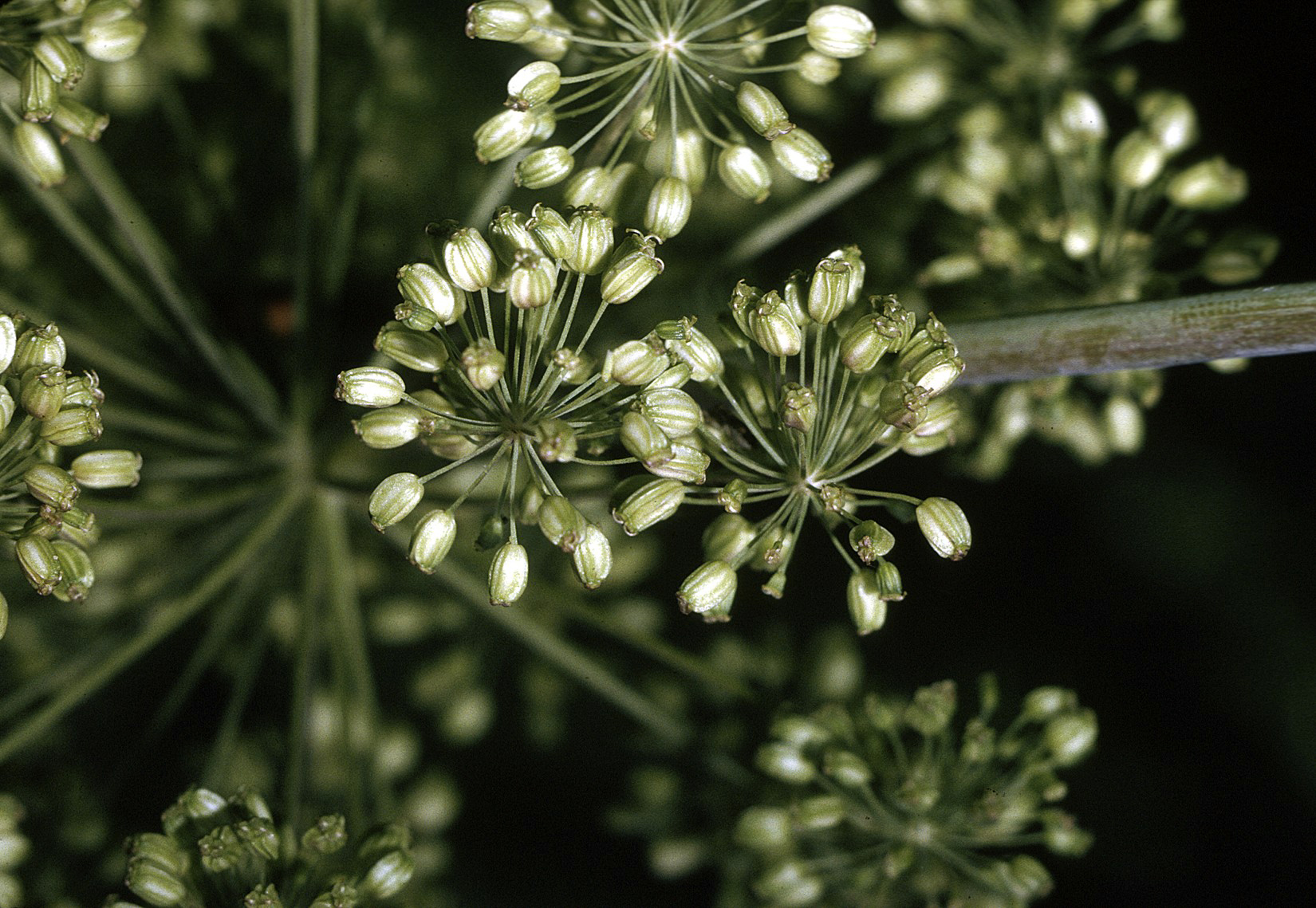
Fleurs.

## Écologie
Les grandes fleurs en ombelles attirent une variété de pollinisateurs comme les abeilles, les papillons et même certains coléoptères. Les tiges creuses peuvent fournir un abri pour de petits insectes.

## Habitat et distribution

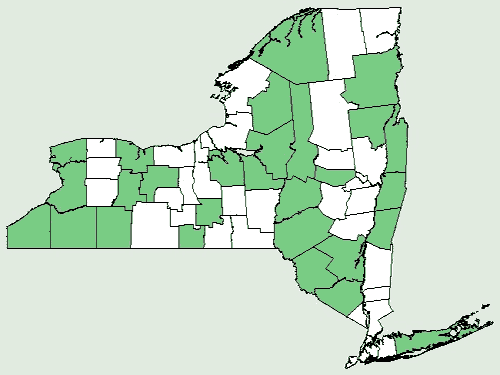
Distribution de l'Angélique pourpre.

L'Angélique pourpre pousse dans des emplacements ensoleillés ou partiellement ombragés avec un sol humide et riche en matière organique comme les prairies humides, les marécages et le long des cours d'eau.
Cette plante se rencontre aux États-Unis et au Canada.

## Utilisations

### Alimentaires
Toutes les parties de la plante sont comestibles et peuvent être consommées crues ou cuites. Les jeunes feuilles fraîches ou séchées, ainsi que les graines, sont utilisées pour aromatiser et parfumer les plats. Les tiges fraîches cueillies avant la floraison peuvent être confites ou mangées crues comme du céleri,.

### Médicales
L'infusion des feuilles en tisane est utilisée comme carminatif et stomachique, soulageant les rhumes et les rhumatismes. La racine possède des propriétés carminatives, diaphorétiques, emménagogues, sédatives, stomachiques et toniques, et elle est employée pour traiter la fièvre, les troubles gastriques, les règles obstruées et comme tonique féminin. Elle est utilisée comme gargarisme pour les maux de gorge et comme cataplasme pour les blessures et enflures en usage externe,.

### Horticole
L'Angélique pourpre est également utilisée comme plante ornementale.